# Braulio Costa
Braulio Costa (Buenos Aires, Virreinato de la Plata, 1794 - Buenos Aires, Argentina, mayo de 1855) fue un comerciante y financista argentino, que tuvo una actuación destacada en la década de 1820, especialmente notable como financista del caudillo Facundo Quiroga.

## Primeras actuaciones
Hijo de un francés de apellido Coste, estudió en el Colegio de la ciudad.
Participó en los movimientos políticos de la década posterior a la Revolución de Mayo; en 1814 fue alcalde de barrio del cabildo porteño y se enroló en las milicias de la ciudad, en las que no se destacó. Más tarde se afilió a la Logia Directorial, en la época del Director Supremo Juan Martín de Pueyrredón. Se casó con una sobrina de Pueyrredón y fue regidor del cabildo en 1819. En 1820 fue miembro de la Junta Protectora de la libertad de la Imprenta.

## Actividad comercial y financiera
Pero su actividad central era la comercial: hizo negocios de todo tipo, especialmente de importación. Fue representante de varias casas de comercio británicas y llegó a tener una de las fortunas más grandes de su época. Compró una gran estancia en la provincia de Entre Ríos y algunas otras en San Nicolás, más como respaldo de su fortuna que como negocio principal. De a poco se fue independizando y a comerciar en su propio nombre, aunque sus principales vínculos siempre fueron con Gran Bretaña. Se destacaba por su elegancia, de corte netamente inglés.
En 1823 ayudó con una gran suma a la que sería la expedición de los Treinta y Tres Orientales.
En 1824, junto a Manuel Antonio Castro, Manuel Arroyo y José María Roxas y Patrón, fue uno de los fundadores del Banco de Descuentos de la Provincia de Buenos Aires, que terminaría en manos de los comerciantes ingleses, y que sería el centro de algunos de los peores negociados de la época de Bernardino Rivadavia. Fue también uno de los más destacados negociadores del empréstito Baring.

## El conflicto por Famatina
Alrededor de 1818, en la época dominio de los Brizuela y Doria en La Rioja, había comenzado a tener negocios en esa provincia, dedicados a la exploración y explotación de minerales en la Sierra de Famatina. Pero estos negocios no prosperaron.
En 1825 fue nombrado por Facundo Quiroga presidente del Banco de La Rioja, que aún era un proyecto. La legislatura riojana adjudicó la explotación de las minas del Cerro Famatina al Banco proyectado, y le dio la exclusividad del derecho a acuñar moneda con los metales extraídos. Para la explotación, se organizó la "Famatina Mining Company", con capitales de socios británicos, traídos por Braulio Costa. Pero, simultáneamente, el exministro porteño Bernardino Rivadavia organizó la "Río de la Plata Mining Association", con los mismos derechos.
Dado que el sistema de división de la soberanía entre varias provincias no convenía a las pretensiones de esta última compañía, cuyos derechos le habían sido adjudicados por el Congreso General de 1824, cuya autoridad era sólo parcialmente reconocida por La Rioja, Rivadavia logró que el Congreso lo eligiese para Presidente de la República; desde ese cargo, pretendió someter a las provincias a su autoridad. Entre las provincias que más le preocupaban a Rivadavia estaba, claramente, La Rioja. El Congreso, a iniciativa del presidente, otorgó la exclusividad de la acuñación de moneda en el país a la River Plate Mining.
El conflicto entre Rivadavia y Quiroga por los metales de Famatina llevó a la primera guerra entre unitarios y federales en el interior, que terminó con una clara victoria de Quiroga. No obstante la derrota y la renuncia de Rivadavia a la presidencia – relacionada pero no causada por esa derrota – no llevaron al éxito a la Famatina Mining, que terminó por quebrar. No hubo nuevas acuñaciones de moneda riojana hasta las muy escasas de la década de 1840, y por muchos años más, la moneda que circuló en la argentina fue de origen boliviano.
La crisis de la Famatina lo había alejado de los unitarios, con lo cual terminó por ser aliado de los federales; colaboró con el gobierno de Manuel Dorrego y el primero de Juan Manuel de Rosas. Alojó a Facundo Quiroga en su casa en los dos períodos en que vivió en Buenos Aires: en 1830, desde la batalla de Oncativo hasta el comienzo de la campaña a Cuyo; y nuevamente de 1833 a 1834, justo antes de que partiera en la misión al norte del país que le costaría la vida en Barranca Yaco.

## Exilio y últimos años
En 1834 fue arrestado por una estafa en una operación de préstamo pactada con el ministro Manuel José García. Pero huyó cuando lo llevaban a la cárcel, y se exilió en Montevideo. Allí pactó acuerdos con el presidente Fructuoso Rivera, pretendiendo enfrentar a Quiroga contra Rosas. La muerte del riojano hizo fracasar sus planes, aunque de todos modos –por el momento– Rivera no se decidía a enfrentar a los federales. En 1838 acusó a Rosas de haber promovido el asesinato de Quiroga en la prensa de Montevideo. Pero la denuncia fue desestimada por los aliados de Rosas, ya que la hizo sin firma y en el periódico de los hermanos Varela, demasiado evidentemente enemigos de Rosas.
Durante su larga estadía en Montevideo perdió gran parte de su fortuna. Sus vínculos con Gran Bretaña le valieron de poco, por lo menos hasta 1845, en que este país se unió a la alianza contra Rosas por medio del bloqueo anglo-francés del Río de la Plata.
Su hijo Eduardo pudo educarse en Buenos Aires y recibirse de abogado. Pero luego pasó a Montevideo, donde declaró haber sido perseguido por el régimen de Rosas.
Regresó a Buenos Aires después de la batalla de Caseros y recuperó sus estancias, de las que vendió enseguida la ubicada en Entre Ríos. Se dedicó a administrar la estancia “Dos Hermanas”, ubicada entre Rosario y San Nicolás, y entregó a sus hijos la estancia en que éstos fundaron la ciudad de Campana.
Falleció en Buenos Aires en 1855.